# テオドール・ド・バンヴィル
テオドール・ド・バンヴィル（Théodore de Banville, 1823年3月14日 - 1891年3月13日）は、フランスの詩人、劇作家、批評家。シャルル＝マリ＝ルネ・ルコント・ド・リール、シャルル・ボードレールと並んで1850年代のフランス詩を牽引し、後に高踏派の先駆者の一人として詩壇に重きをなした。

## 略歴
テオドール・ド・バンヴィルは1823年アリエ県ムーランに生まれる。幼少時の幸福な体験は後の作品でしばしば振り返られる。
7歳からパリの寄宿舎に入る。病弱なテオドールにとってこの生活は楽なものではなかったようだが、このころ観劇の楽しみを知る。ロマン主義の詩人の作品に出会うのも同時期である。
リセ・ブルボン（現リセ・コンドルセ）ではシャルル・アスリノー、ゴンクール兄弟などの将来の文学者と知り合う。16歳ころから詩作を始める。1840年、パリ大学法学部に登録。当時の文学者志望の若者の例に漏れず卒業はせず。翌年ボードレールの知遇を得る。
1842年、処女詩集『女像柱』を出版。事実上の自費出版であったが、当時の詩壇では一定の評価を受ける。19歳でのデビューはミュッセのそれに匹敵する早さである。
1846年には第二の詩集『鍾乳石』を発表。奇数脚やシャンソンの模倣など、その抒情詩の可能性の模索を続ける。同年、海軍退役軍人であった父死去。生計のため「コルセール・サタン」や「シルエット」等の様々な定期刊行物への寄稿を開始。中には後『綱渡りのオード』に収録される風刺詩もあった。以降も様々な媒体に寄稿するが、1849年から始まった「Dix-Decembre」紙の劇評は彼の詩論・劇論を知ることができる点で重要である。
1851年からは劇作にも着手。1852年末、オデオン座にて『アリストパネスの文芸欄』を上演。バンヴィルの劇で最初に上映された点だけでなく、ルヴュというごく庶民的な演劇ジャンルを詩人が手がけた例として貴重な作品である。1856年には詩集『小オード集』劇『レアンドル』と定期的に作品を発表し続ける。しかし、バンヴィルの1850年代でもっとも重要なのは1857年の『綱渡りのオード』出版であろう。この詩集でバンヴィルは抒情詩と滑稽の合一をめざし、その滑稽さは多く詩句と内容のずれ、あるいは既存のほかの作家のパロディから生まれている。同年、それまで発表した詩集と未刊の詩をまとめた『全詩集1841－1854』を出版。ここで『杯の血』となる詩が初めてまとめられた。1850年代最後の数年、バンヴィルは神経症を病み、ベルビュで療養を余儀なくされる。彼が健康をとりもどすのは、1860年、女優マリー・ドーブラン（ボードレールの恋人だった）と共にニースに滞在してからになる。

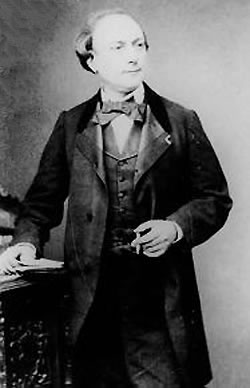
テオドール・ド・バンヴィル

1861年、パリに戻ったバンヴィルは創作活動を再開。1862年の『紫水晶』、1869年『新綱渡りのオード』として出版される詩を発表。一方で『森のダイアナ』『ネリーヌの悪巧み』など劇作も発表し続ける。1867年には、バンヴィル自身がもっとも評価した詩集『流刑者たち』が出版される。同時期に『第一次高踏派詩集』が発刊。バンヴィルはその中で重要な位置を占める。この時代、バンヴィルはルコント・ド・リールと並んで後続の世代を導く役割を果たしていた。彼の元を訪れた若い詩人は数多いが、その中にはシャルルヴィルから家出してきたアルチュール・ランボーもいた。
普仏戦争、コミューン時もパリから離れず、愛国的な詩を連載しつづけた。これらの詩は、戦後1872年に『プロイセン田園詩』としてまとめられる。同年、実作者による貴重な詩論書『フランス詩小論』を出版。ユゴーを初めとしたロマン主義の詩法を擁護するが、一方でヴェルレーヌ等後続の詩人たちの革新に先駆ける独自の論考も含んでいる書物である。ヴェルレーヌの作品を即座に評価し、『第三次現代高踏派詩集』の編集委員の中でただ一人マラルメの『半獣神の午後』を認めたのはバンヴィルであった。
1870年代を通じて、「ナシオナル」紙にて時評を担当。ルメールからこれまでの作品を全6巻にまとめ、再刊。1875年、エリザベト・ロシュグロスと結婚。義理の息子にあたるジョルジュ・ロシュグロスはバンヴィルの作品の挿絵を担当することが多かった。1878－1879年にもシャルパンティエから『決定版詩集』全3巻を出版するが、実際には死ぬまで手を加え続けている。
1880年代に入ってからは散文作品が増える。コント、ポルトレに寓話など、詩人バンヴィルの重要な一面である。詩作、劇作も衰えを見せず、死後出版の『Dans la fournaise』を含めた3冊の詩集をシャルパンティエから出版。劇作もシャルパンティエ、ルメール社両方で選集を出版した（収録作品は微妙に異なる）。1891年、パリ市エプロン通りの自宅にて脳溢血で死去。67歳。遺体はモンパルナス墓地に葬られた。1892年にリュクサンブール公園に銅像が建立された。そのとき式辞を述べたのは詩人ステファヌ・マラルメだった。

## バンヴィルの詩作品と詩論

### 最初期
1830年代に少年期を過ごしたバンヴィルは当然ながら先行するロマン主義の作家たちを愛読した。ユゴー、ゴーチエ、ミュッセ、シェニエ、バルザックなどの名が挙げられるが、特にユゴーとゴーチエからの影響は大きかった。1842年の『女像柱』では12音節詩句平韻の伝統的な詩形を多く用い、ユゴー、ミュッセの模倣が目立っていた。ホラティウス、ウェルギリウスなどの古代の作家たちの作品のパラフレーズも多く見られる。

### 『鍾乳石』
バンヴィルが自身の詩的独自性を確立するのは1846年の『鍾乳石』を待たねばならない。そこでバンヴィルは伝統的・古典的な詩形、叙事詩的な主題から離れ、抒情詩句への傾向を強める。具体的には様々な詩節の使用（2行、4行、6行など）、奇数脚（3音節、7音節、13音節の使用）俗謡から借用した繰り返しの導入などが特徴である。主題的にも神話的な形象を用いつつ詩的創造そのものを歌ったもの（Carmen)、ノスタルジーや恋愛といったきわめて叙情的な主題（A la Font-Gorge)など、よりバンヴィル自身に近しい主題が選択されている。この詩集において、抒情詩人としてのバンヴィルの主要な要素が整ったと見てよいだろう。
一方で、伝統的な叙事詩の系譜に連なる、比較的長い詩も作られているが、これらの詩は、『鍾乳石』ではなく、後に『杯の血』にまとめられることになる。1874年に独立して出版された際の序文にあるように、バンヴィルはこの詩集で« Poëme »（この語はむしろ長大な叙事詩を意味する）の現代的な形の可能性を模索している。12音節詩句が比較的多く用いられているが、平韻は少なく、抒情詩的な六行詩節や四行詩節と組み合わされて用いられており、特に『パリスの決断』は神話のエピソードを、きわめて多様な詩節、韻律を用いて描いた詩として意義深い。内容面でも、『シプリスの呪い』ではヴィーナスを19世紀のパリに対峙させ、« Poëme »に同時代的な要素を持ち込んでいる。また、実際に劇場で朗読されたり上演された作品も多く収められており、演劇と詩という異なったジャンルの相互浸透が見られる。
『鍾乳石』から10年のインターバルを置いて発表された『小オード集』は『鍾乳石』の詩形の探求、叙情的主題を受け継いでいる。「小オード」Odeletteという語はロンサールの発案した語であり、ここで16世紀詩人たちへの参照は明らかである。しかし、バンヴィルは単に過去の詩形を発掘するにはとどまらず、それを現代的な主題に適用しつつ再生させることを試みている。より後の『紫水晶』は副題に「ロンサールのリズムを基に作られた、恋愛についての新たな小オード」とあり、16世紀詩の継承と発展の意識が1860年代に至るまで一貫していたことを示している。

### 『綱渡りのオード』
『女像柱』ではほとんど見られなかった滑稽さ、風刺の追求こそ、1857年の『綱渡りのオード』の特徴である。ここで詩人は完全に同時代を対象とし、台頭するブルジョワ階級や敵対する芸術家の流派を風刺して見せた。また、風刺のひとつの方法として、パロディを大々的に喧伝したことも特徴といえる。
そして、これらの現代性は、詩法上の革新を伴っていた。脱臼したような印象を与える詩句のリズムと文のずれ、16世紀の作家のものでありながら、同時代をうたうことで全く違った味わいをもつようになった定型詩、これらはバンヴィルの詩的技巧を証するものではあるが、以降彼は詩形にのみ拘泥し、思想を欠いた詩人という批判を受け続けることになる。
1869年には『新綱渡りのオード』が出版されている。詩法面の傾向は『綱渡りのオード』とさほど変わりはないものだが、風刺の対象はより具体的に、1860年代のパリ改造や機関銃の発明などを風刺・批判している。後年の普仏戦争を扱った『プロイセン田園詩』、晩年の『われら皆』『鈴と鐘』といった詩集も、同時代を主題としている点、そこに風刺的、皮肉な視点が見られる点で、この系譜につらなる作品と見ることができるだろう。

### 『流刑者』
第二帝政下における芸術家、詩人の姿を神話的な形象をもって思考した詩集『流刑者』(1867）は、前記のバンヴィルに対する偏見を覆す詩集であるといえる。詩形はよりオーソドックスになっているが、もはや『女像柱』で見られた古典的で生硬な詩句は見られない。『綱渡りのオード』で探求した詩句が、ここではより本質的な主題において適用されているといえる。
詩形に対する探求は衰えず、『流刑者』以降バンヴィルはソネ、ロンデル、バラードといった定型詩のみで形成された作品を発表している。これらの実験は、16世紀以来の古い定型がどれだけ19世紀の現代に対応できるかという問いを含んでいる。

### 『フランス詩小論』

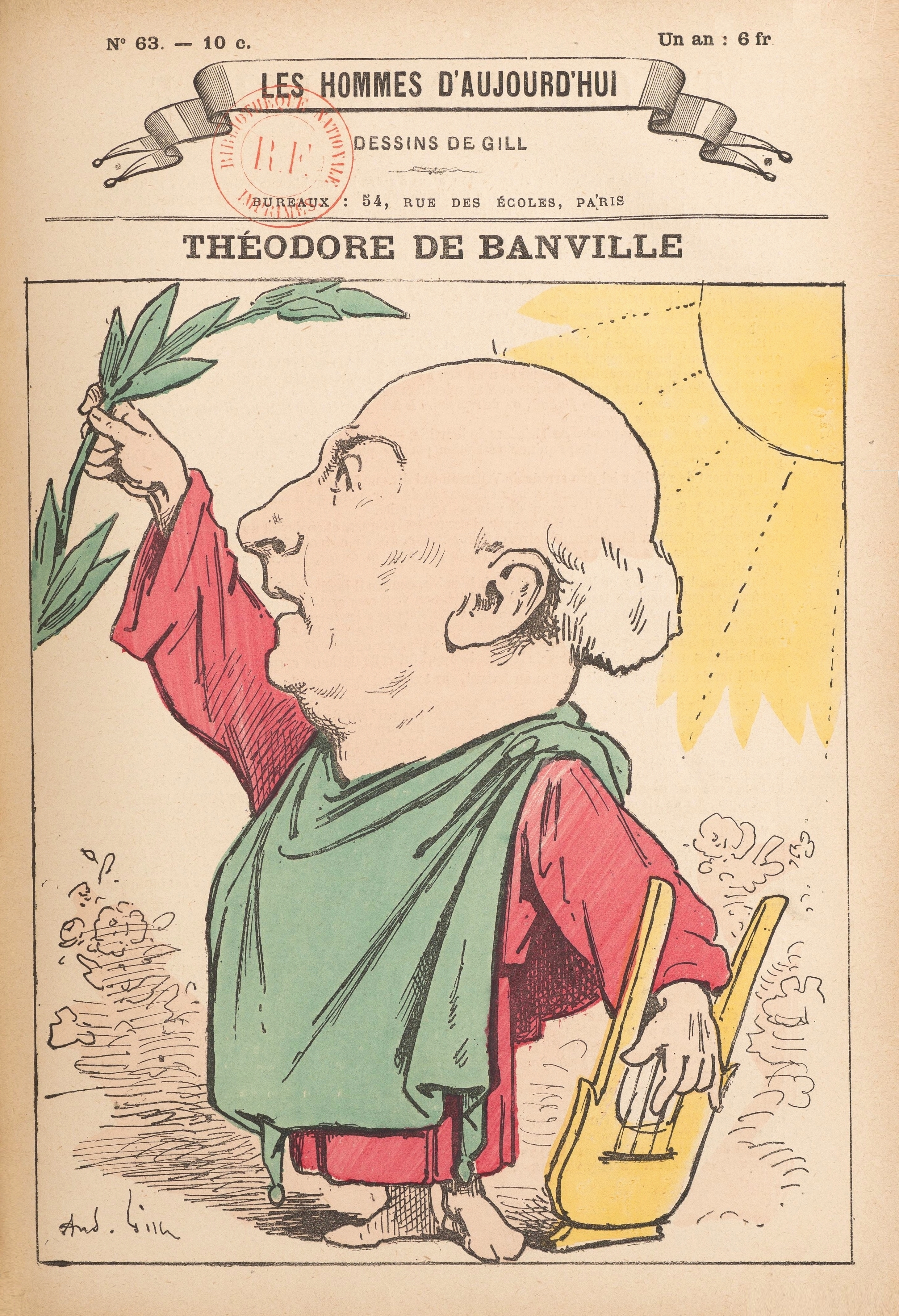
アンドレ・ジルがバンヴィルを描いた『レ・ゾム・ドージュールデュイ（Les Hommes d'aujourd'hui）』の表紙画（1879年）

そして彼の詩論が実作の形ではなく、はっきりと示されたのは1872年の『フランス詩小論』である。この作品は二つの側面で重要である。第一は、これがロマン主義から1857年の世代、高踏派を経て象徴主義まで至る詩法の流れを記述していることであり、そして第二は、その詩法の持つ意味についての思考が展開されていることである。
まずバンヴィルは、詩の必要条件として、それが歌われるものであることを強調している。歌うことのみによって、人は普段失われている神性と超自然を取り戻すことができるのだ。これがバンヴィルの定める叙情性の定義といえる。そして「歌」としてもっともふさわしい、叙情そのものである詩形、オードが称揚される。ここでバンヴィルはオードの定義を拡大し、ほかのあらゆる下位ジャンルもオードは内包していると書いている。つまり、詩と名づけられるものは全て抒情詩ということになる。このジャンル観は、アリストテレス的叙事的・叙情的・劇的の三区分とは全くことなったものであり、これはヴィクトル・ユゴーの『クロムウェル』の序文が意識されている。そこでユゴーは喜劇、悲劇の要素が共存する「ドラマ」という形を称揚していたが、バンヴィルの場合はそのような要素の混交を称揚するのではなく、「叙情」のキーワードのもと、全ての要素が統合されるのであり、古典的ジャンル区分の一種の否定ともいえる。
具体的な詩法面では、奇数脚も偶数脚同様に可能であると1音節から13音節までの韻律の例を引き、古典主義以来多く用いられてきた12音節、8音節詩句以外の韻律の存在を強調した。また、12音節詩句や10音節詩句における「句切り」について、その位置はどこにおかれてもよいと主張した。ここでバンヴィルは詩句の韻律に属する「句切り」césureと、文章のリズムに生じる区切りを混同しているが、一方で、この主張は韻律構造と文章構造の一致という古典主義的傾向を完全に脱した証と見ることもできる。他所で彼は詩句の韻律と文章のリズムは別の次元にあるもので、無理に一致させるべきものではないと述べている。実際バンヴィルの詩句には、詩句の句切りと文章が一致しない結果起こる「句跨ぎ」enjambementがしばしば見られる（第2章、第5章）。
続いてバンヴィルが論じるのは「脚韻」である。彼はこれを詩句、ひいては詩の必要条件とすら言い切る。それは一見、詩作品を単なる「題韻詩」Bout-Rimé（あらかじめ決められた脚韻語から出発して詩を作ること）に貶めるように理解されるが、ラシーヌやユゴーの例をひいたバンヴィル自身の説明を見ると、脚韻はそれ自身の響きのみによって効果をもたらすのではなく、詩句の他の語と意味的音声的に影響しあって効果をなすのであって、他の語の存在もまた構成要素として必須であり、彼が脚韻のみに詩を還元しているわけではないことがわかる。そして、位置的、音声的にもっとも目立つ脚韻の位置へ詩句のキーワードをおくことで、その語をより印象付けるのである。ここで脚韻は、単に韻文の形式を構成する要素だけではなく、詩句の表現力を高めるものとしてあった。前世紀においては規則に則って用いるものだった韻律・脚韻は、19世紀になって詩人たちが自身の表現のために用いる「道具」となったのである（第3章、第4章）。

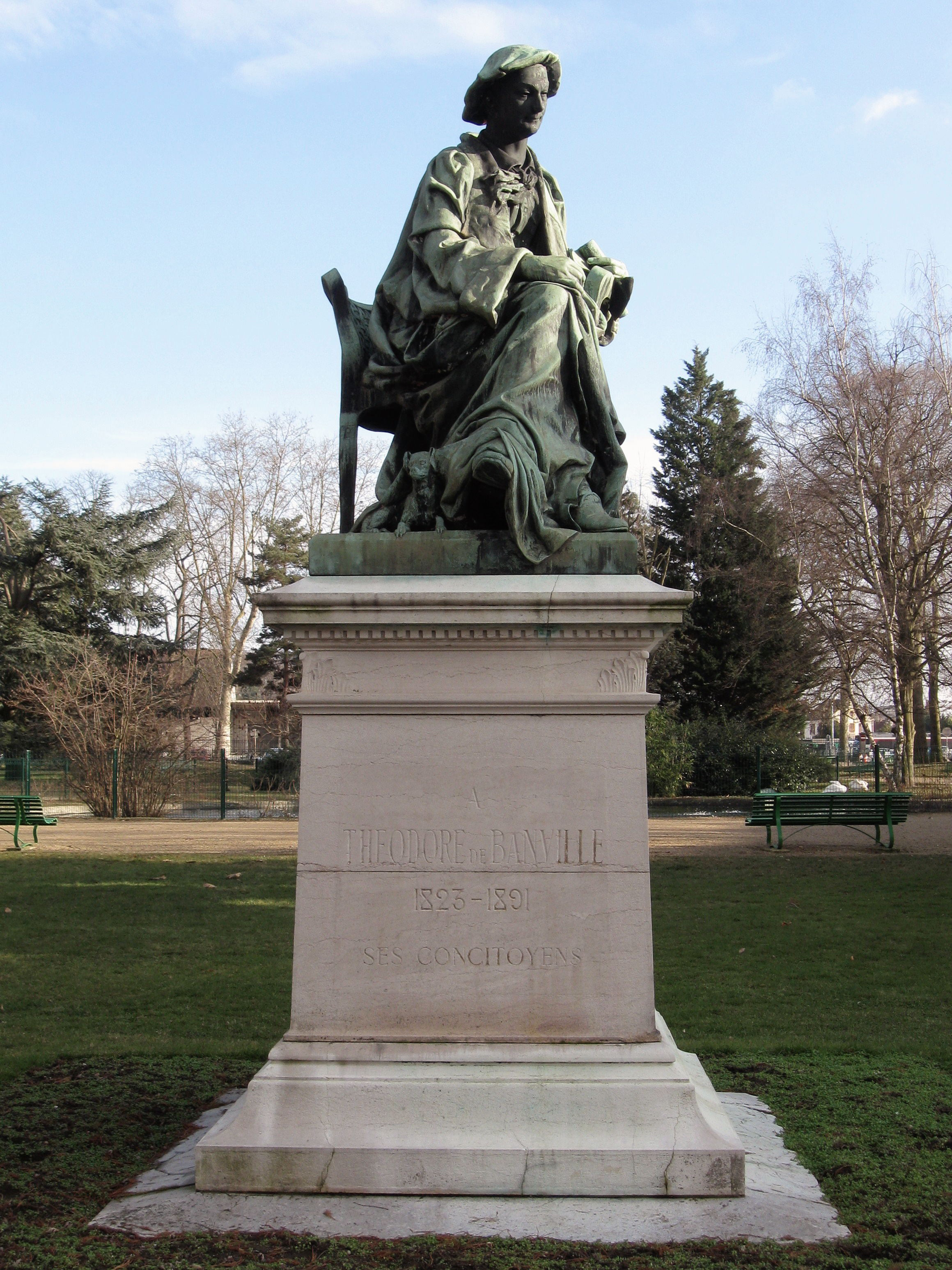
生誕地ムーランのテオドール・ド・バンヴィル像

19世紀における16世紀の定型詩の再発見を反映し、バンヴィルはロンドー、ロンデル、トリオレ、バラッド、シャン・ロワイヤルといった16世紀の定型詩の説明に多くのページを割いている。これらの詩形を用いることは、単なる復古趣味ではなく、古典主義に対する一つの定立であったことは忘れてはならない。
しかし、『フランス詩小論』は本来学生向けの教科書であり、バンヴィルの詩論が十全に表現されているわけではない。その多くは、未だ研究の対象となっていない彼の散文作品や、未刊のままとなっている新聞記事批評などに現れている。これらの記事については、2003年に二冊本の選集がChampionから出版されているが、全体からするとごく一部にすぎず、バンヴィルの時評の校訂版の出版が待たれる。

### 演劇作品
上の『フランス詩小論』においてバンヴィルは、フランス詩のさまざまなジャンルの中に、悲劇、喜劇、ドラマといった演劇ジャンルも含めていた。彼の叙情詩観では、詩と演劇の差は乗り越えられるべきもので、実際バンヴィルの劇作には、詩作品との相互浸透が見られる。しばしばバンヴィルは劇作品の中に定型詩を導入する一方（『アリストパネスの文芸欄』『フロリーズ』はソネで締めくくられる）、『綱渡りのオード』や『杯の血』には実際に舞台にかかった作品が収められている。バンヴィルは、ユゴーが悲劇やドラマにおいて行ったことを、喜劇について行うと述べており、他ジャンルを吸収、否ジャンル自体を否定してゆくユゴーの詩論・劇論を彼なりの仕方で実践したものといえる。

## 作品

### 詩集
- 1842『女像柱』Cariatides, Paris, Pilout(1864年にもJules Tardieu社より同タイトルの詩集が出版されるが、これは後述の『全詩集』のタイトルのみ変えたもの。1877年の再版の際には« La Voie Lactée » « Érato »の二篇に大きな変更があった）.
- 1846『鍾乳石』Stalactites, Paris, Paulier(1846年内にMichel Lévyから「第二版」と銘打ったエディションが出版されたが、内容は初版と変化はなし。『全詩集』では一篇詩« Décor »が追加されている）.
- 1856『小オード集』Odelettes, Paris, Michel Lévy Frères.
- 1857『綱渡りのオード』Odes Funambulesques, Alençons, Poulet-Malassis et de Broise (1859年、Michel Lévyより第二版出版。序文前に”Avertissement"が追加されるなど、大きな変更。1873年、Lemerreから出版された第三版は、収録された詩は第二版と大きな違いはないが、著者自身による作品解説が付け加えられた）.
- 1857『全詩集』Poésies Complètes, Alençon, Poulet-Malassis et de Broise（第一部は『女像柱』、第二部は『鍾乳石』、第三部は『小オード集』、第四部は未刊の詩を収めている。第四部は『杯の血』Le Sang de la Coupeというタイトルを与えられ、同じ題で1874年にLemerreより出版).
- 1862『紫水晶』Améthystes, Paris, Poulet-Malassis
- 1867『流刑者たち』Les Exilés, Paris, Lemerre(1875年、Les Princessesも含めてLemerreから増補版として再版）.
- 1868『新綱渡りのオード』Nouvelles Odes Funambulesques（後に『西方詩集』Les Occidentalesと『金の韻』Rimes Doréesに分割される）
- 1871『プロイセン田園詩』Idylles Prussiennes, Paris, Lemerre.
- 1873『三十六の陽気なバラード』Trente-six Ballades Joyeuses, Paris, Lemerre.
- 1874『王妃たち』Les Princesses, Paris, Lemerre.（歴史・神話上の女性を扱った20篇のソネからなる詩集）
- 1874『ロンデル』Rondels,(Poésie de Théodore de Banville/Occidentales/Rimes dorées - Rondels, Paris, Lemerre, 1875の一部として出版).
- 1875『金の韻』Rimes Dorées,（Nouvelles Odes funambulesquesの一部の詩に新たな詩を付け加えたもの。Poésie de Théodore de Banville/Occidentales/Rimes dorées - Rondels, Paris, Lemerre, 1875にて初出）。
- 1884『我ら皆』Nous Tous, Paris, Charpentier.
- 1890『鈴鐘』Sonnailles et Clochettes, Paris, Charpentier.
- 1892『炉の中で』Dans la Fournaise, Paris Charpentier.

### 劇作品
- 1852 『アリストパネスの文芸欄』Le Feuilleton d'Aristophane （1852年12月26日オデオン座にて初演。Philoxène Boyerと共作。出版は1853年、Paris, Michel Lévy)。
- 1856 『美しいレアンドル』Le Beau Léandre（1856年9月27日ヴォードヴィル座にて初演。同年Michel Lévyより出版）。
- 1857 『王の従兄弟』Le Cousin du Roi （1857年4月4日オデオン座初演。Philoxène Boyerと共作。同年Michel Lévyより出版）。
- 1864 『森のダイアナ』Diane au Bois（1863年10月16日オデオン座初演。1864年Michel Lévyより出版）。
- 1864 『ネリーヌの悪だくみ』Les Fourberies de Nérine（ヴォードヴィル座、1864年6月15日。同年Michel Lévyより出版）。
- 1865 『林檎』La Pomme（1865年6月30日フランス座にて初演。同年Michel Lévyより出版）。
- 1866 『グランゴワール』Gringoire（唯一の散文劇。フランス座、1866年6月23日初演。同年Michel Lévyより出版）。
- 1870 『フロリーズ』Florise（バンヴィル生前に上演されず。1870年、Lemerreより出版）。
- 1874 『二人の庭師』Les Deux Jardiniers（上演されず。Laplace, Sanchez et Cie, 1874.)
- 1876 『デイダミア』Deïdamia（オデオン、1876年11月18日初演。同年Lemerreより出版）。
- 1877 『真珠』La Perle（イタリア座、1877年5月17日初演。1891年Lemerreより出版）。
- 1880 『イムニス』Hymnis（Jules Cressonnois音楽。ヌーヴォー・リリック座、1879年11月14日初演。1880年、Tresseより刊行）。
- 1884 Riquet à la Houppe（La Boudinière, 1896年6月15日初演。1884年Charpentierより刊行）。
- 1885 『ソクラテスと妻』Socrate et sa femme（コメディ・フランセーズ、1885年12月2日初演。1885年Calman Levyより刊行）。
- 1887 『鍛冶屋』Le Forgeron（Théâtre Antoine、1923年3月24日初演。1887年Maurice Dreyfousより刊行）。
- 1887 『接吻』Le Baiser（自由劇場、1887年12月23日初演。1888年、Charpentierより刊行）。
- 1888 『イソップ』Esope（上演されず。1893年、Charpentierより刊行）。

### 散文作品
- 1853 Les Pauvres Saltimbanques,Paris, Michel Lévy Frères.
- 1855 La Vie d'une comédienne ; Le Festin des Titans, Paris, Michel Lévy Frères.
- 1859 Esquisses parisiennes. Scènes de la vie, Paris, Michel Lévy (1866年Les Parisiennes de Parisのタイトルで再刊）
- 1861 La Mer de Nice. Lettres à un ami,Paris, Poulet-Malasis de Bloise
- 1863 La Comédie française en mil huit cent soixante-trois racontée alors par un témoins de ses fautes, Paris, E.Albert.
- 1866 Les Camées parisiens, Paris, R.Pincebourde. (1873年に完結)
- 1867 Le Quartier latin et la Bibliothèque Sainte-Genevière, dans Paris-Guide, Paris, Librairie Internatoinale.
- 1870 Eudore Cléaz. Conte du jour de l'an, Paris, Alphonse Lemerre.（1876年Charpentierから出版のEsquisses Parisiennsesに再録）
- 1872 『フランス詩小論』Petit traité de poésie française, Paris, Écho de la Sorbonne.（1881年、Charpentierから再刊。以降何度か再版を重ねる）
- 1882 Mes souvenirs. Petites études, Paris, Charpentier.
- 1882 Contes pour les femmes. Scènes de la vie, Paris, Charpentier,
- 1882 Contes féeriques. Scène de la vie, Paris, Charpentier.
- 1883 La Lanterne magique. Petite Étuides, Paris, Charpentier.（巻末にLes Camées parisiensおよびLa Comédie française en mil huit cent soixante-trois再録。1921年にLa Lanterne magiqueのみで再版されている）
- 1883 Paris vécu, feuilles volantes. Scènes de la vie, Paris, Charpentier.
- 1884 Contes héroïques. Scènes de la Vie, Paris, Charpentier.
- 1885 Lettres chimériques. Petites études, Paris, Charpentier.
- 1885 Contes bourgeois. Scène de la Vie, Paris, Chapentier.
- 1886 Dames et Demoiselles et Fables Choisis, mises en prose, Paris, Charpentier.
- 1887 Madame Robert, Paris, Maurice Dreyfous.
- 1888 Les Belles Poupées. Scène de la Vie, Paris, Charpentier.
- 1890 L'Ame de Paris. Nouveaux souvenirs , Paris, Charpentier.
- 1891 Marcelle Rabbe, Paris, Charpentier. (バンヴィル唯一の小説）
- 1917 Les Critiques, Paris, Charpentier. （バンヴィルの批評の選集）